# Bill Öster
Bill Öster, född 1995, är en svensk långdistanslöpare. Han vann SM-guld i 24-timmarslöpning år 2021.